# Fête de la rose de Frangy-en-Bresse

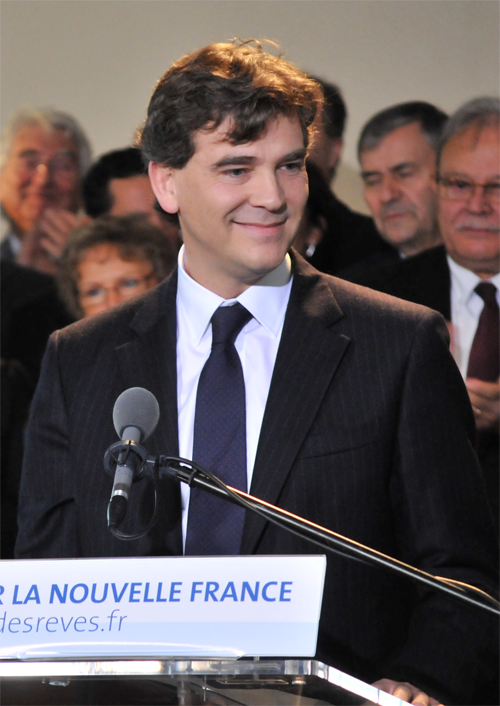
Arnaud Montebourg lors de sa déclaration de candidature à la primaire présidentielle socialiste de 2011, le 20 novembre 2010 à Frangy.

La Fête de la rose de Frangy-en-Bresse est un rassemblement politique annuel organisé à la fin de l'été à Frangy-en-Bresse (Saône-et-Loire) par l'association des Amis de la Rose, proche du Parti socialiste.

## Histoire

### Outil médiatique d'Arnaud Montebourg
Elle est fondée par Pierre Joxe après son élection comme député de la circonscription en 1973,. Organisée une semaine avant l'Université d'été du PS, elle connaît une petite audience après 1981 et l'entrée au gouvernement de Pierre Joxe. Un temps délaissée, elle connaît de nouveau une forte audience après la médiatisation d'Arnaud Montebourg, député de la circonscription de 1997 à 2012 puis ministre. La fête propose des attractions de kermesse et de jeu, des discours politiques et un repas (le plat de saucisses et lentilles initial est remplacé par du poulet de Bresse). Chaque édition a un invité d'honneur : François Hollande, alors premier secrétaire du PS est invité en 1998. Ségolène Royal (en 2006), Bertrand Delanoë, Jack Lang, Pierre Moscovici, Benoît Hamon, Jean-Pierre Chevènement en 2010 auront cet honneur tout comme la ministre de la Santé Marisol Touraine en 2012 et le président de l'Assemblée nationale Claude Bartolone en 2013. Au cours des années, le nombre de participants reste fluctuant, de 1500 à 300.
Alors en campagne pour la primaire présidentielle socialiste, Ségolène Royal prononce à la fête de la rose de Frangy-en-Bresse de 2006 un discours qui fait du citoyen un expert de son quotidien : « Je crois à la capacité d’expertise des citoyens. […] Je suis convaincue que chacun d’entre nous est le mieux à même de connaître et d’exprimer ses problèmes, ses attentes, ses espérances ». Elle est alors clairement soutenue par Arnaud Montebourg. Cette année là, le rendez-vous compte 3 à 4 000 participants,.
Arnaud Montebourg fait un coup de pub pour le « Made in France » en 2013 en arborant une marinière de la marque Armor-Lux. Au delà de cette anecdote, les échéances politiques de l'année suivante sont au programme.
En 2014, le 24 août, Benoît Hamon est l'invité d'Arnaud Montebourg. Ce dernier, alors ministre de l'Économie, prononce un discours dénonçant l'échec de la politique économique du gouvernement de François Hollande. Il conclut : « J’ai demandé solennellement au président et au Premier ministre une inflexion majeure de notre politique économique. ». Ce discours provoque une crise gouvernementale. Manuel Valls présente la démission de son gouvernement, acceptée par François Hollande le 25 août, puis forme un nouveau gouvernement sans Benoît Hamon, Arnaud Montebourg, Aurélie Filipetti et Frédéric Cuvillier. Emmanuel Macron y entre comme ministre de l'Économie.
En 2015, l'invité est Yánis Varoufákis,, ancien ministre des finances de la Grèce, connu pour ses positions tranchées pendant la crise de la dette publique grecque, notamment son refus de l'austérité et son opposition à un troisième plan d'aide de la Troïka.
Après la défaite du PS à la présidentielle de 2017, Arnaud Montebourg, battu lors premier tour de la primaire de la gauche et alors sans mandat, assure de sa présence avec Boris Vallaud à ses côtés, mais l'évènement est déserté par les visiteurs trois à quatre fois moins nombreux que l'année précédente. Pour la Fête de la Rose en 2018, le délaissement perdure, seulement 200 personnes font le déplacement à Frangy,.
En 2020, dans un contexte de crise sanitaire lié au COVID, la fête de la Rose accueille Bernard Cazeneuve devant 400 invités.
En 2021, Arnaud Montebourg fait son grand retour en politique à Frangy-en-Bresse devant près de 1500 convives à l'occasion des élections présidentielles.
En 2023, c'est au tour de Raphaël Glucksmann d'être l'invité d'honneur lors des 50 ans de cette fête populaire.
Malgré les résultats électoraux en berne depuis 2017, cette fête politique se maintient chaque année.